# Charles Aubert de La Chesnaye
Charles Aubert, sieur de La Chesnaye (Amiens, 12 febbraio 1632 – Québec, 20 settembre 1702), è stato un imprenditore francese, fu commerciante di pellicce, principale uomo d'affari e membro del Consiglio sovrano della Nuova Francia.

## Biografia
Era figlio  di Jacques Aubert, intendente delle fortificazioni di Amiens, e Marie Goupy (o Goupil).
Charles Aubert arrivò nella Nuova Francia nel 1655 come rappresentante dei mercanti di Rouen. Nel 1663 vinse l'appalto per il monopolio del commercio delle pellicce a Tadoussac. Oltre al commercio delle pellicce, Aubert aveva altri interessi, poiché possedeva un magazzino a Québec e, dopo il suo arrivo in Canada, iniziò ad acquistare terreni.
Nel 1666 divenne rappresentante della Compagnia delle Indie occidentali. In questo periodo entrò in conflitto con l'intendente Jean Talon. Nel 1670 si lanciò nello sfruttamento delle risorse forestali. Due anni più tardi l'intendente Talon gli concesse, assieme a Charles Bazire e a Pierre Denys de La Ronde, la signoria di Percé. Con La Ronde formò una compagnia commerciale. Negli anni Settanta Charles Aubert aveva una ramificazione di imprese attive in diversi settori.
Nel 1682 fondò, insieme ad altri mercanti, la Compagnia del Nord. Negli anni Ottanta gli stabilimenti di Aubert furono distrutti dagli Irochesi. Nonostante alcuni problemi finanziari, l'attività mercantile di Aubert continuò negli anni Novanta. Nel 1693 venne fatto nobile da Luigi XIV. Nel 1695 divenne membro del Consiglio sovrano della Nuova Francia.
La Chesanye si sposò tre volte. Ebbe ben diciotto figli, di cui undici arrivarono all'età adulta. Morì in Canada nel 1702.